# شيموس بارون
شيموس بارون (بالإنجليزية: Séamus Barron)‏ هو لاعب قذف أيرلندي، ولد في 1945 في راثنور ‏ في جمهورية أيرلندا.